# Xã Liberty, Quận Cowley, Kansas
Xã Liberty (tiếng Anh: Liberty Township) là một xã thuộc quận Cowley, tiểu bang Kansas, Hoa Kỳ. Năm 2010, dân số của xã này là 163 người.